# 1278
Portal Geschichte | Portal Biografien | Aktuelle Ereignisse | Jahreskalender | Tagesartikel

◄ |
12. Jahrhundert |
13. Jahrhundert
| 14. Jahrhundert | ►

◄ |
1240er |
1250er |
1260er |
1270er
| 1280er | 1290er | 1300er | ►

◄◄ |
◄ |
1274 |
1275 |
1276 |
1277 |
1278
| 1279 | 1280 | 1281 | 1282 | ► | ►►
Staatsoberhäupter  · Nekrolog
| Januar | Januar | Januar | Januar | Januar | Januar | Januar | Januar |
| Kw     | Mo     | Di     | Mi     | Do     | Fr     | Sa     | So     |
| ------ | ------ | ------ | ------ | ------ | ------ | ------ | ------ |
| 52     |        |        |        |        |        | 1      | 2      |
| 1      | 3      | 4      | 5      | 6      | 7      | 8      | 9      |
| 2      | 10     | 11     | 12     | 13     | 14     | 15     | 16     |
| 3      | 17     | 18     | 19     | 20     | 21     | 22     | 23     |
| 4      | 24     | 25     | 26     | 27     | 28     | 29     | 30     |
| 5      | 31     |        |        |        |        |        |        |

| Februar | Februar | Februar | Februar | Februar | Februar | Februar | Februar |
| Kw      | Mo      | Di      | Mi      | Do      | Fr      | Sa      | So      |
| ------- | ------- | ------- | ------- | ------- | ------- | ------- | ------- |
| 5       |         | 1       | 2       | 3       | 4       | 5       | 6       |
| 6       | 7       | 8       | 9       | 10      | 11      | 12      | 13      |
| 7       | 14      | 15      | 16      | 17      | 18      | 19      | 20      |
| 8       | 21      | 22      | 23      | 24      | 25      | 26      | 27      |
| 9       | 28      |         |         |         |         |         |         |

| März | März | März | März | März | März | März | März |
| Kw   | Mo   | Di   | Mi   | Do   | Fr   | Sa   | So   |
| ---- | ---- | ---- | ---- | ---- | ---- | ---- | ---- |
| 9    |      | 1    | 2    | 3    | 4    | 5    | 6    |
| 10   | 7    | 8    | 9    | 10   | 11   | 12   | 13   |
| 11   | 14   | 15   | 16   | 17   | 18   | 19   | 20   |
| 12   | 21   | 22   | 23   | 24   | 25   | 26   | 27   |
| 13   | 28   | 29   | 30   | 31   |      |      |      |

| April | April | April | April | April | April | April | April |
| Kw    | Mo    | Di    | Mi    | Do    | Fr    | Sa    | So    |
| ----- | ----- | ----- | ----- | ----- | ----- | ----- | ----- |
| 13    |       |       |       |       | 1     | 2     | 3     |
| 14    | 4     | 5     | 6     | 7     | 8     | 9     | 10    |
| 15    | 11    | 12    | 13    | 14    | 15    | 16    | 17    |
| 16    | 18    | 19    | 20    | 21    | 22    | 23    | 24    |
| 17    | 25    | 26    | 27    | 28    | 29    | 30    |       |

| Mai | Mai | Mai | Mai | Mai | Mai | Mai | Mai |
| Kw  | Mo  | Di  | Mi  | Do  | Fr  | Sa  | So  |
| --- | --- | --- | --- | --- | --- | --- | --- |
| 17  |     |     |     |     |     |     | 1   |
| 18  | 2   | 3   | 4   | 5   | 6   | 7   | 8   |
| 19  | 9   | 10  | 11  | 12  | 13  | 14  | 15  |
| 20  | 16  | 17  | 18  | 19  | 20  | 21  | 22  |
| 21  | 23  | 24  | 25  | 26  | 27  | 28  | 29  |
| 22  | 30  | 31  |     |     |     |     |     |

| Juni | Juni | Juni | Juni | Juni | Juni | Juni | Juni |
| Kw   | Mo   | Di   | Mi   | Do   | Fr   | Sa   | So   |
| ---- | ---- | ---- | ---- | ---- | ---- | ---- | ---- |
| 22   |      |      | 1    | 2    | 3    | 4    | 5    |
| 23   | 6    | 7    | 8    | 9    | 10   | 11   | 12   |
| 24   | 13   | 14   | 15   | 16   | 17   | 18   | 19   |
| 25   | 20   | 21   | 22   | 23   | 24   | 25   | 26   |
| 26   | 27   | 28   | 29   | 30   |      |      |      |

| Juli | Juli | Juli | Juli | Juli | Juli | Juli | Juli |
| Kw   | Mo   | Di   | Mi   | Do   | Fr   | Sa   | So   |
| ---- | ---- | ---- | ---- | ---- | ---- | ---- | ---- |
| 26   |      |      |      |      | 1    | 2    | 3    |
| 27   | 4    | 5    | 6    | 7    | 8    | 9    | 10   |
| 28   | 11   | 12   | 13   | 14   | 15   | 16   | 17   |
| 29   | 18   | 19   | 20   | 21   | 22   | 23   | 24   |
| 30   | 25   | 26   | 27   | 28   | 29   | 30   | 31   |

| August | August | August | August | August | August | August | August |
| Kw     | Mo     | Di     | Mi     | Do     | Fr     | Sa     | So     |
| ------ | ------ | ------ | ------ | ------ | ------ | ------ | ------ |
| 31     | 1      | 2      | 3      | 4      | 5      | 6      | 7      |
| 32     | 8      | 9      | 10     | 11     | 12     | 13     | 14     |
| 33     | 15     | 16     | 17     | 18     | 19     | 20     | 21     |
| 34     | 22     | 23     | 24     | 25     | 26     | 27     | 28     |
| 35     | 29     | 30     | 31     |        |        |        |        |

| September | September | September | September | September | September | September | September |
| Kw        | Mo        | Di        | Mi        | Do        | Fr        | Sa        | So        |
| --------- | --------- | --------- | --------- | --------- | --------- | --------- | --------- |
| 35        |           |           |           | 1         | 2         | 3         | 4         |
| 36        | 5         | 6         | 7         | 8         | 9         | 10        | 11        |
| 37        | 12        | 13        | 14        | 15        | 16        | 17        | 18        |
| 38        | 19        | 20        | 21        | 22        | 23        | 24        | 25        |
| 39        | 26        | 27        | 28        | 29        | 30        |           |           |

| Oktober | Oktober | Oktober | Oktober | Oktober | Oktober | Oktober | Oktober |
| Kw      | Mo      | Di      | Mi      | Do      | Fr      | Sa      | So      |
| ------- | ------- | ------- | ------- | ------- | ------- | ------- | ------- |
| 39      |         |         |         |         |         | 1       | 2       |
| 40      | 3       | 4       | 5       | 6       | 7       | 8       | 9       |
| 41      | 10      | 11      | 12      | 13      | 14      | 15      | 16      |
| 42      | 17      | 18      | 19      | 20      | 21      | 22      | 23      |
| 43      | 24      | 25      | 26      | 27      | 28      | 29      | 30      |
| 44      | 31      |         |         |         |         |         |         |

| November | November | November | November | November | November | November | November |
| Kw       | Mo       | Di       | Mi       | Do       | Fr       | Sa       | So       |
| -------- | -------- | -------- | -------- | -------- | -------- | -------- | -------- |
| 44       |          | 1        | 2        | 3        | 4        | 5        | 6        |
| 45       | 7        | 8        | 9        | 10       | 11       | 12       | 13       |
| 46       | 14       | 15       | 16       | 17       | 18       | 19       | 20       |
| 47       | 21       | 22       | 23       | 24       | 25       | 26       | 27       |
| 48       | 28       | 29       | 30       |          |          |          |          |

| Dezember | Dezember | Dezember | Dezember | Dezember | Dezember | Dezember | Dezember |
| Kw       | Mo       | Di       | Mi       | Do       | Fr       | Sa       | So       |
| -------- | -------- | -------- | -------- | -------- | -------- | -------- | -------- |
| 48       |          |          |          | 1        | 2        | 3        | 4        |
| 49       | 5        | 6        | 7        | 8        | 9        | 10       | 11       |
| 50       | 12       | 13       | 14       | 15       | 16       | 17       | 18       |
| 51       | 19       | 20       | 21       | 22       | 23       | 24       | 25       |
| 52       | 26       | 27       | 28       | 29       | 30       | 31       |          |

| Januar | Januar | Januar | Januar | Januar | Januar | Januar | Januar |
| Kw     | Mo     | Di     | Mi     | Do     | Fr     | Sa     | So     |
| ------ | ------ | ------ | ------ | ------ | ------ | ------ | ------ |
| 52     |        |        |        |        |        | 1      | 2      |
| 1      | 3      | 4      | 5      | 6      | 7      | 8      | 9      |
| 2      | 10     | 11     | 12     | 13     | 14     | 15     | 16     |
| 3      | 17     | 18     | 19     | 20     | 21     | 22     | 23     |
| 4      | 24     | 25     | 26     | 27     | 28     | 29     | 30     |
| 5      | 31     |        |        |        |        |        |        |

| Februar | Februar | Februar | Februar | Februar | Februar | Februar | Februar |
| Kw      | Mo      | Di      | Mi      | Do      | Fr      | Sa      | So      |
| ------- | ------- | ------- | ------- | ------- | ------- | ------- | ------- |
| 5       |         | 1       | 2       | 3       | 4       | 5       | 6       |
| 6       | 7       | 8       | 9       | 10      | 11      | 12      | 13      |
| 7       | 14      | 15      | 16      | 17      | 18      | 19      | 20      |
| 8       | 21      | 22      | 23      | 24      | 25      | 26      | 27      |
| 9       | 28      |         |         |         |         |         |         |

| März | März | März | März | März | März | März | März |
| Kw   | Mo   | Di   | Mi   | Do   | Fr   | Sa   | So   |
| ---- | ---- | ---- | ---- | ---- | ---- | ---- | ---- |
| 9    |      | 1    | 2    | 3    | 4    | 5    | 6    |
| 10   | 7    | 8    | 9    | 10   | 11   | 12   | 13   |
| 11   | 14   | 15   | 16   | 17   | 18   | 19   | 20   |
| 12   | 21   | 22   | 23   | 24   | 25   | 26   | 27   |
| 13   | 28   | 29   | 30   | 31   |      |      |      |

| April | April | April | April | April | April | April | April |
| Kw    | Mo    | Di    | Mi    | Do    | Fr    | Sa    | So    |
| ----- | ----- | ----- | ----- | ----- | ----- | ----- | ----- |
| 13    |       |       |       |       | 1     | 2     | 3     |
| 14    | 4     | 5     | 6     | 7     | 8     | 9     | 10    |
| 15    | 11    | 12    | 13    | 14    | 15    | 16    | 17    |
| 16    | 18    | 19    | 20    | 21    | 22    | 23    | 24    |
| 17    | 25    | 26    | 27    | 28    | 29    | 30    |       |

| Mai | Mai | Mai | Mai | Mai | Mai | Mai | Mai |
| Kw  | Mo  | Di  | Mi  | Do  | Fr  | Sa  | So  |
| --- | --- | --- | --- | --- | --- | --- | --- |
| 17  |     |     |     |     |     |     | 1   |
| 18  | 2   | 3   | 4   | 5   | 6   | 7   | 8   |
| 19  | 9   | 10  | 11  | 12  | 13  | 14  | 15  |
| 20  | 16  | 17  | 18  | 19  | 20  | 21  | 22  |
| 21  | 23  | 24  | 25  | 26  | 27  | 28  | 29  |
| 22  | 30  | 31  |     |     |     |     |     |

| Juni | Juni | Juni | Juni | Juni | Juni | Juni | Juni |
| Kw   | Mo   | Di   | Mi   | Do   | Fr   | Sa   | So   |
| ---- | ---- | ---- | ---- | ---- | ---- | ---- | ---- |
| 22   |      |      | 1    | 2    | 3    | 4    | 5    |
| 23   | 6    | 7    | 8    | 9    | 10   | 11   | 12   |
| 24   | 13   | 14   | 15   | 16   | 17   | 18   | 19   |
| 25   | 20   | 21   | 22   | 23   | 24   | 25   | 26   |
| 26   | 27   | 28   | 29   | 30   |      |      |      |

| Juli | Juli | Juli | Juli | Juli | Juli | Juli | Juli |
| Kw   | Mo   | Di   | Mi   | Do   | Fr   | Sa   | So   |
| ---- | ---- | ---- | ---- | ---- | ---- | ---- | ---- |
| 26   |      |      |      |      | 1    | 2    | 3    |
| 27   | 4    | 5    | 6    | 7    | 8    | 9    | 10   |
| 28   | 11   | 12   | 13   | 14   | 15   | 16   | 17   |
| 29   | 18   | 19   | 20   | 21   | 22   | 23   | 24   |
| 30   | 25   | 26   | 27   | 28   | 29   | 30   | 31   |

| August | August | August | August | August | August | August | August |
| Kw     | Mo     | Di     | Mi     | Do     | Fr     | Sa     | So     |
| ------ | ------ | ------ | ------ | ------ | ------ | ------ | ------ |
| 31     | 1      | 2      | 3      | 4      | 5      | 6      | 7      |
| 32     | 8      | 9      | 10     | 11     | 12     | 13     | 14     |
| 33     | 15     | 16     | 17     | 18     | 19     | 20     | 21     |
| 34     | 22     | 23     | 24     | 25     | 26     | 27     | 28     |
| 35     | 29     | 30     | 31     |        |        |        |        |

| September | September | September | September | September | September | September | September |
| Kw        | Mo        | Di        | Mi        | Do        | Fr        | Sa        | So        |
| --------- | --------- | --------- | --------- | --------- | --------- | --------- | --------- |
| 35        |           |           |           | 1         | 2         | 3         | 4         |
| 36        | 5         | 6         | 7         | 8         | 9         | 10        | 11        |
| 37        | 12        | 13        | 14        | 15        | 16        | 17        | 18        |
| 38        | 19        | 20        | 21        | 22        | 23        | 24        | 25        |
| 39        | 26        | 27        | 28        | 29        | 30        |           |           |

| Oktober | Oktober | Oktober | Oktober | Oktober | Oktober | Oktober | Oktober |
| Kw      | Mo      | Di      | Mi      | Do      | Fr      | Sa      | So      |
| ------- | ------- | ------- | ------- | ------- | ------- | ------- | ------- |
| 39      |         |         |         |         |         | 1       | 2       |
| 40      | 3       | 4       | 5       | 6       | 7       | 8       | 9       |
| 41      | 10      | 11      | 12      | 13      | 14      | 15      | 16      |
| 42      | 17      | 18      | 19      | 20      | 21      | 22      | 23      |
| 43      | 24      | 25      | 26      | 27      | 28      | 29      | 30      |
| 44      | 31      |         |         |         |         |         |         |

| November | November | November | November | November | November | November | November |
| Kw       | Mo       | Di       | Mi       | Do       | Fr       | Sa       | So       |
| -------- | -------- | -------- | -------- | -------- | -------- | -------- | -------- |
| 44       |          | 1        | 2        | 3        | 4        | 5        | 6        |
| 45       | 7        | 8        | 9        | 10       | 11       | 12       | 13       |
| 46       | 14       | 15       | 16       | 17       | 18       | 19       | 20       |
| 47       | 21       | 22       | 23       | 24       | 25       | 26       | 27       |
| 48       | 28       | 29       | 30       |          |          |          |          |

| Dezember | Dezember | Dezember | Dezember | Dezember | Dezember | Dezember | Dezember |
| Kw       | Mo       | Di       | Mi       | Do       | Fr       | Sa       | So       |
| -------- | -------- | -------- | -------- | -------- | -------- | -------- | -------- |
| 48       |          |          |          | 1        | 2        | 3        | 4        |
| 49       | 5        | 6        | 7        | 8        | 9        | 10       | 11       |
| 50       | 12       | 13       | 14       | 15       | 16       | 17       | 18       |
| 51       | 19       | 20       | 21       | 22       | 23       | 24       | 25       |
| 52       | 26       | 27       | 28       | 29       | 30       | 31       |          |

## Ereignisse

### Politik und Weltgeschehen

#### Feldzüge Rudolfs I. gegen Ottokar II. Přemysl

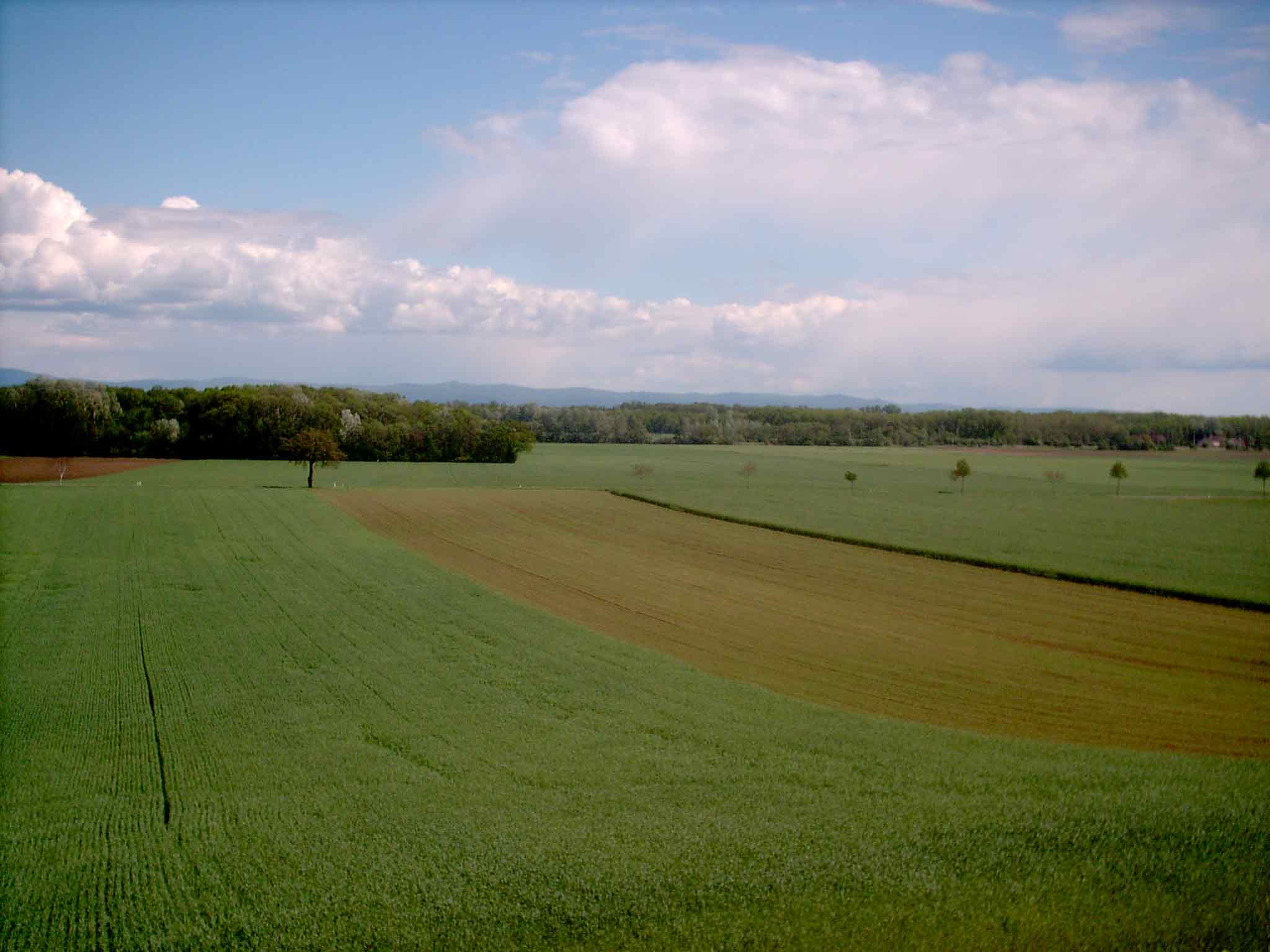
Das Marchfeld bei Dürnkrut

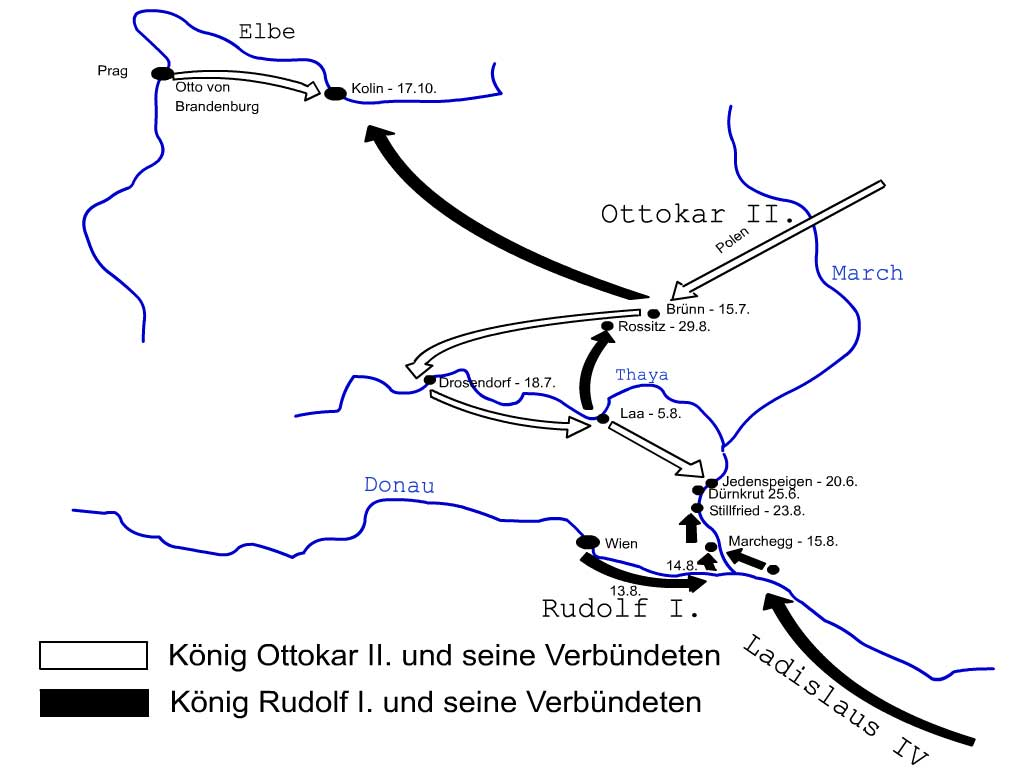
Operationsskizze vor der Schlacht

- 26. August: Die Feldzüge Rudolfs I. gegen Ottokar II. Přemysl enden mit einem entscheidenden Sieg des Habsburgers: Rudolf I. besiegt mit Unterstützung durch Ladislaus IV. von Ungarn den böhmischen König Ottokar II. Přemysl in der Schlacht bei Dürnkrut und Jedenspeigen vernichtend. Nach dem Tod Ottokars, der unmittelbar nach der Schlacht von persönlichen Feinden ermordet wird, macht Ottokars Witwe Kunigunde von Machov Otto den Langen von Brandenburg zum Vormund für ihren Sohn Wenzel, um die böhmischen und mährischen Gebiete vor dem Zugriff Rudolfs zu schützen. Heinrich IV. von Breslau macht Otto allerdings die Vormundschaft streitig. Er besetzt die Grafschaft Glatz und zieht mit Truppen vor Prag.
- Rudolf zieht unmittelbar nach der Schlacht nach Mähren, wo ihm die wichtigen Städte und Bischof Bruno von Olmütz huldigen. In einem Manifest lässt er erklären, dass er den Hinterbliebenen Ottokars Schutz bieten werde.
- Unter dem Vorsitz des Erzbischofs von Salzburg werden die Friedensverhandlungen Ende Oktober zum Abschluss gebracht. Während die Přemysliden ihre Ansprüche auf die österreichischen Besitzungen aufgeben müssen, erhalten sie Böhmen und Mähren als Reichslehen. Die Vormundschaft Wenzels wird auf fünf Jahre Otto von Brandenburg übergeben. Rudolf darf Mähren für diese Zeit einbehalten, um seine Kriegskosten decken zu können. Heinrich von Breslau erhält die Grafschaft Glatz. Zur Sicherung des Friedens werden Rudolfs Tochter Guta von Habsburg mit Wenzel und Rudolfs Sohn Rudolf mit Wenzels Schwester Agnes vermählt.

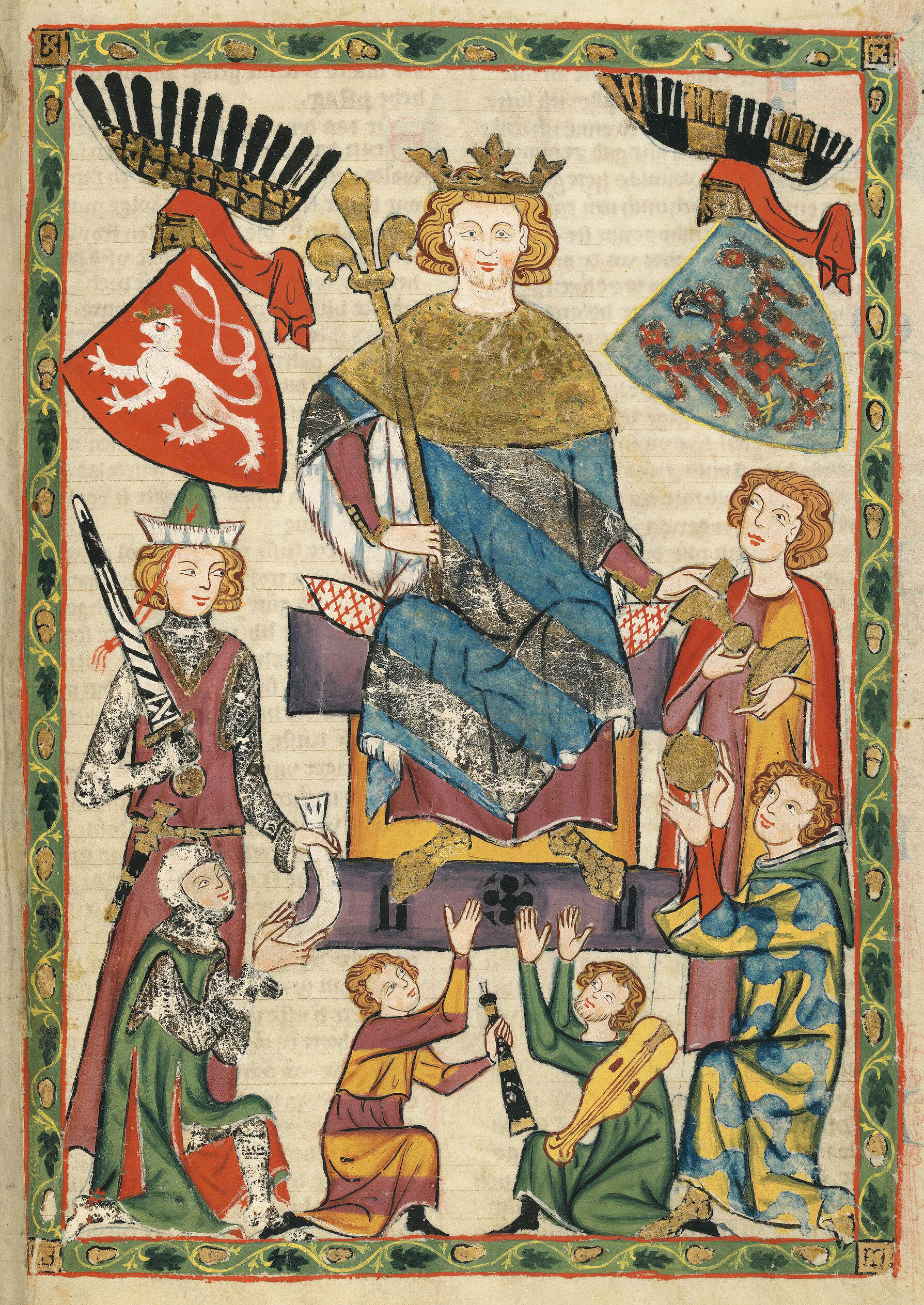
Wenzel II. von Böhmen (Codex Manesse, 14. Jh.)

- Nach dem Tod Ottokars II. in der Schlacht auf dem Marchfeld wird Wenzel II. König von Böhmen. Die eigentlich Macht übt jedoch zunächst sein Vormund, der brandenburgische Markgraf Otto IV. mit dem Pfeil aus.

#### Weitere Ereignisse im Reich
- 10. Januar: In der Schlacht bei Frohse besiegen die mit dem Erzbistum Magdeburg verbündeten Bürger von Magdeburg Markgraf Otto IV. von Brandenburg und nehmen ihn gefangen. Otto gelingt es jedoch eine Bestechung erzbischöflicher Räte zu veranlassen, die dem Erzbischof die Freilassung gegen ein Lösegeld von 4.000 Mark in Silber empfehlen. Wieder in Freiheit setzt Otto den Krieg fort.
- 16./17. März: Graf Wilhelm von Jülich dringt mit 469 bewaffneten Reitern im Gefolge in die freie Reichsstadt Aachen ein und wird dabei getötet.
- Günther von Käfernburg (VI.) verzichtet auf alle Rechte an dem Kloster Georgenthal.

#### Weitere Ereignisse in Europa

Historisches Wappen Andorras

- 8. September: Durch den Friedensvertrag von Lleida zwischen dem Grafen von Foix Roger Bernard III. und dem Bischof von Urgell Pere d’Urtx wird das Fürstentum Andorra geschaffen.
- Motovun kommt unter die Herrschaft der Republik Venedig.

#### Asien
- Japanische Zeitrechnung: Die japanische Ära (Nengō) Kenji endet, und die Kōan-Ära beginnt am 29. Februar.

#### Stadtrechte und urkundliche Ersterwähnungen
- Erste urkundliche Erwähnung von Auerbach, Boudry, Dudenhofen, Endersbach, Gerlafingen, Obergerlafingen, Kürnbach, Mutschelbach, Neukirch, Oberwil im Simmental, Ragenreute, Recherswil, Reutin, Schönhardt, Warth und Wembach
- Bernburg (Saale) erhält das Stadtrecht.
- König Rudolf I. bestätigt die reichsstädtischen Privilegien Ravensburgs.

### Wirtschaft
- Die Brauerei Sternburg wird erstmals urkundlich erwähnt.

### Kultur
- Giovanni Pisano ist Mitarbeiter seines Vaters Niccolò Pisano am Brunnen in Perugia.
- um 1278: Konrad von Würzburg verfasst Das Turnier von Nantes, welches seine Vorliebe für die Heroldsdichtung zeigt.

### Religion
- 8. September: Im Erfurter Konvent der Dominikaner (Predigerkirche) findet das Provinzkapitel der Teutonia statt. Meister Eckhart hat zum ersten Mal die Gelegenheit, eine Massenveranstaltung seines Ordens zu erleben, da zu dieser Veranstaltung etwa 200 Brüder anreisen.
- In der Predigerkirche in Erfurt wird der erhaltene Kreuzgangflügel mit Kapitelsaal und Refektorium überdacht.
- Der Dominikaner Wilhelm von Moerbeke wird Erzbischof von Korinth.
- Der Deutsche Orden gründet die Dünaburg, Keimzelle des heutigen Daugavpils.
- Tanzwut-Epidemie in Europa (religiöser Massenwahn mit veitstanz-ähnlichen Zuständen)

### Natur und Umwelt
- 21. Februar: Seegfrörni: Im kalten und strengen Winter überfriert der Bodensee.

## Geboren

### Geburtsdatum gesichert

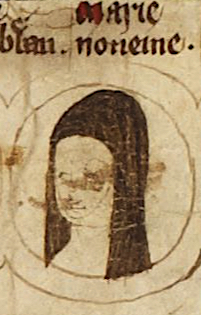
Mary of Woodstock. Miniatur aus dem 14. Jahrhundert

- 11./12. März: Mary of Woodstock, englische Prinzessin und Nonne († um 1332)
- 8. September: Theobald de Verdon, englischer Adeliger († 1316)
- 10. November: Philipp I. von Tarent, Fürst von Tarent, Despot von Epirus, Fürst von Achaia und Titularkaiser von Konstantinopel († 1331)

### Genaues Geburtsdatum unbekannt
- Ferdinand von Mallorca, Infant des Königreich Mallorca und Titularfürst von Achaia († 1316)
- Konstantin III., König von Armenien († 1308)
- Lucy Thwing, englische Adelige († 1346)
- Philipp I., Herr von Piemont und Fürst von Achaia († 1334)
- Robert von Anjou („der Weise“), König von Neapel († 1343)
- Ulrich von Ahelfingen, deutscher Adeliger († 1339)

### Geboren um 1278
- Thomas Plantagenet, englischer Magnat und Rebell († 1322)
- 1278/1279: Heinrich VII. von Luxemburg, deutscher Kaiser und Graf von Luxemburg († 1313)

## Gestorben

### Todesdatum gesichert
- 16. März: Wilhelm IV., Graf von Jülich (* 1210)
- 1. Mai: Wilhelm II. von Villehardouin, Fürst von Achaia
- 30. Juni: Pierre de la Brosse, Kämmerer und Günstling König Philipps III. von Frankreich

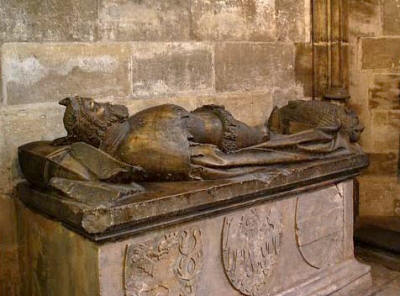
Tumba Ottokars II. im Prager Veitsdom

- 26. August: Ottokar II. Přemysl, König von Böhmen, Markgraf von Mähren, Herzog von Österreich, Herzog der Steiermark und Herzog von Kärnten und Krain (* um 1232)
- 3. Oktober: Robert de Chaury, Bischof von Carlisle
- 21. Oktober: Johann III., Bischof von Prag
- 12. November: Dietrich von Marburg, Bischof von Gurk
- 13. November: Barnim I., Herzog von Slawien (Pommern-Stettin) (* um 1210/18)
- 31. Dezember: Sambor II., Herzog von Ostpommern (* 1208)

### Genaues Todesdatum unbekannt
- nach dem 22. Juni: Martin von Troppau, Dominikaner und Chronist
- Anselm von Meißen, Bischof von Ermland (* 1210)
- Boleslaw II., Sohn des Herzogs Heinrich II. von Niederschlesien (* um 1217)
- Gérard de Grandson, Bischof von Verdun
- Heinrich I., Graf von Vaudémont (* 1232)
- Lanxi Daolong, chinesischer Chan-Meister und Kalligraph (* 1213)
- Niccolò Pisano, italienischer Architekt (* um 1205)